# Vésigniéit
Vésigniéit ist ein selten vorkommendes Mineral aus der Mineralklasse der „Phosphate, Arsenate und Vanadate“. Es kristallisiert im monoklinen Kristallsystem mit der chemischen Zusammensetzung BaCu3[OH|VO4]2, ist also ein Barium-Kupfer-Vanadat mit zusätzlichen Hydroxidionen.
Vésigniéit ist durchscheinend und entwickelt nur kleine lamellare, pseudohexagonale Kristalle bis etwa zwei Millimeter Größe. Meist findet er sich in Form nieriger bis derber Mineral-Aggregate oder krustiger bis erdig-pulvriger Überzüge. Seine Farbe variiert zwischen gelbgrün und dunkelolivgrün und auch seine Strichfarbe ist grünlich. Auf den Kristallflächen zeigt sich ein glasähnlicher Glanz, Aggregate oder Krusten sind jedoch matt.

## Etymologie und Geschichte
Erstmals beschrieben wurde Vésigniéit 1955 durch Claude Guillemin, der das Mineral nach dem französischen Mineralsammler und Präsident der Französischen Mineralogischen Gesellschaft Jean Paul Louis Vésignié (1870–1954) benannte. Dieser hatte das Probenmaterial zur Bestimmung des neuen Minerals bereitgestellt.
Guillemin entdeckte das neue Mineral auf Proben aus Friedrichroda (Thüringen, Deutschland), die als Calciovolborthit bezeichnet waren sowie aus dem Ural (Russland), bei denen es sich angeblich um Volborthit handelte. Da die meisten Daten mithilfe des Materials aus Friedrichroda ermittelt wurden, gilt vordringlich dieser als Typlokalität für Vésigniéit, als Co-Typlokalität daneben auch der Ural.

## Klassifikation
In der veralteten 8. Auflage der Mineralsystematik nach Strunz gehörte der Vésigniéit zur Mineralklasse der „Phosphate, Arsenate, Vanadate“ und dort zur Abteilung „Wasserfreie Phosphate, Arsenate und Vanadate mit fremden Anionen“, wo er gemeinsam mit Arsentsumebit, Bayldonit und Tsumebit in der „Bayldonit-Tsumebit-Gruppe“ mit der Systemnummer VII/B.14 steht.
In der zuletzt 2018 überarbeiteten Lapis-Systematik nach Stefan Weiß, die formal auf der alten Systematik von Karl Hugo Strunz in der 8. Auflage basiert, erhielt das Mineral die System- und Mineralnummer VII/B.29-060. Dies entspricht der Klasse der „Phosphate, Arsenate und Vanadate“ und dort der Abteilung „Wasserfreie Phosphate, mit fremden Anionen F,Cl,O,OH“, wo Vésigniéit zusammen mit Bjarebyit, Drugmanit, Jagowerit, Johntomait, Kulanit, Penikisit und Perloffit die „Bjarebyitgruppe“ mit der Systemnummer VII/B.29 bildet.
Die von der International Mineralogical Association (IMA) zuletzt 2009 aktualisierte 9. Auflage der Strunz’schen Mineralsystematik ordnet den Vésigniéit in die Klasse der „Phosphate, Arsenate und Vanadate“ und dort in die Abteilung „Phosphate usw. mit zusätzlichen Anionen; ohne H2O“ ein. Hier ist das Mineral in der Unterabteilung „Mit mittelgroßen und meist großen Kationen; (OH usw.) : RO4 = 1 : 1“ zu finden, wo es zusammen mit Bayldonit die „Bayldonitgruppe“ mit der Systemnummer 8.BH.45 bildet.
In der vorwiegend im englischen Sprachraum gebräuchlichen Systematik der Minerale nach Dana hat Vésigniéit die System- und Mineralnummer 41.05.13.01. Das entspricht der Klasse der „Phosphate, Arsenate und Vanadate“ und dort der Abteilung „Wasserfreie Phosphate etc., mit Hydroxyl oder Halogen“. Hier findet er sich innerhalb der Unterabteilung „Wasserfreie Phosphate etc., mit Hydroxyl oder Halogen mit (AB)2(XO4)Zq“ als einziges Mitglied in einer unbenannten Gruppe mit der Systemnummer 41.05.13.

## Kristallstruktur
Vésigniéit kristallisiert monoklin in der Raumgruppe C2/m (Raumgruppen-Nr. 12) mit den Gitterparametern a = 10,27 Å; b = 5,91 Å; c = 7,71 Å und β = 116,4° sowie zwei Formeleinheiten pro Elementarzelle.

## Bildung und Fundorte

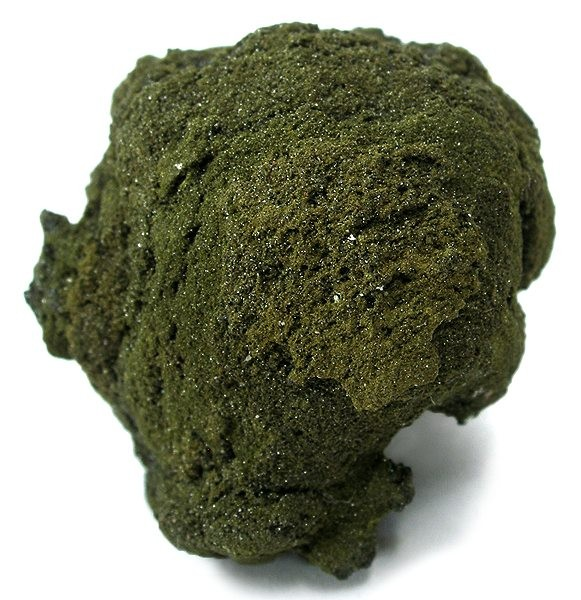
Dunkelgrüner Vésigniéit-Kristallrasen aus der „Mashamba West Mine“, Kolwezi, Katanga, Demokratische Republik Kongo (Größe: 2,7 × 2,5 × 1,6 cm)

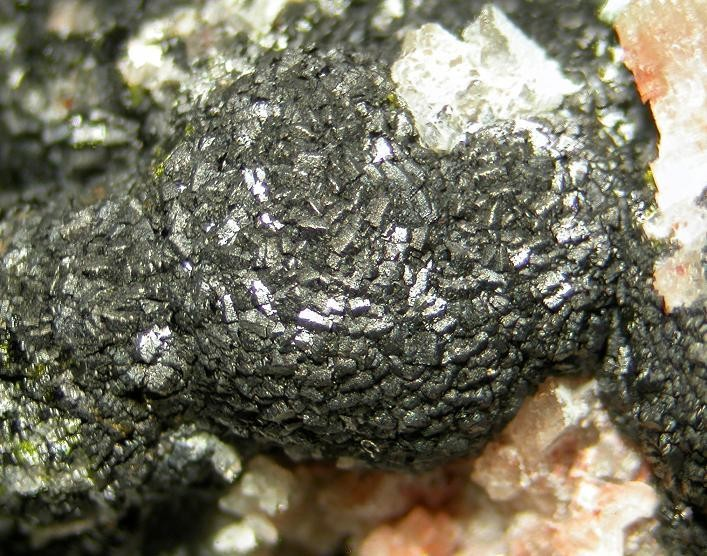
Großaufnahme von Vésigniéit (dunkelgrün) aus dem gleichen Fundort (Sichtfeld 6 mm)

Vésigniéit bildet sich sekundär in kupferhaltigen Uran-Vanadium-Lagerstätten. Als Begleitminerale können unter anderem Baryt, Calcit, Carnotit, Malachit, Tyuyamunit und Volborthit auftreten.
Als seltene Mineralbildung konnte Vésigniéit nur an wenigen Fundorten nachgewiesen werden, wobei bisher (Stand 2013) rund 45 Fundorte als bekannt gelten. In Deutschland konnte das Mineral neben seiner Typlokalität Friedrichroda, als genauer Fundort wird hier auch die Grube „Glücksstern“ am Gottlob angegeben, unter anderem noch in der Grube Clara bei Oberwolfach in Baden-Württemberg; bei Bad Lauterberg im Harz in Niedersachsen; an mehreren Orten in der Eifel (Emmelberg, Rother Kopf, Kahlenberg) in Rheinland-Pfalz; an der Nordküste von Helgoland in Schleswig-Holstein sowie in der Manganlagerstätte bei Ilfeld in Thüringen gefunden werden.
Der bisher einzige bekannte Fundort am Ural in Russland ist die Umgebung der Stadt Perm in der gleichnamigen Region.
In der Schweiz kennt man Vésigniéit bisher nur vom Brunegggletscher im Kanton Wallis.
Weitere Fundorte liegen unter anderem in Australien, der Demokratischen Republik Kongo (Zaire), Frankreich, Italien, Mexiko, Namibia, Tschechien, Ukraine, Usbekistan, im Vereinigten Königreich (UK) und den Vereinigten Staaten von Amerika (USA).